# Kebonharjo (Patebon)
Kebonharjo is een bestuurslaag in het regentschap Kendal van de provincie Midden-Java, Indonesië. Kebonharjo telt 6626 inwoners (volkstelling 2010).